# Pino Bernasconi
Pino Bernasconi (* 22. April 1904 in Riva San Vitale; † 22. April 1983 in Lugano) war ein Schweizer Jurist und Politiker.

## Leben
Pino Bernasconi war der Sohn des Impresario Abbondio Bernasconi.
Er besuchte das Gymnasium in Lugano und studierte Rechtswissenschaften an der Universität Rom; dort trat er auch mit vielen prominenten Exponenten des literarisch-kulturellen Lebens Italiens in Verbindung.
Er beendete sein Studium mit der Dissertation Dal sistema delle pene e delle misure di sicurezza nel progetto di Codice penale svizzero, in dem er sich mit dem System der Strafen und Sicherheitsmaßnahmen im Rahmen des Schweizerischen Strafgesetzbuchs beschäftigte und das von Enrico Ferri kommentiert worden war.
Nach dem Studium betätigte er sich als Anwalt und Notar in Lugano und zeigte sich hierbei als redegewandter Strafrechtler. Später war er Jugendrichter und von 1936 bis 1946 Direktor der kantonalen Strafanstalt.
Während des Zweiten Weltkriegs stand er mehreren italienischen Flüchtlingen bei, die als Schriftsteller aus dem faschistischen Italien flüchten mussten und in Lugano eine gastfreundliche Aufnahme fanden; er förderte auch verschiedene literarische Initiativen. 
Als gemässigter Liberaler verstand er es, sein politisch-staatsbürgerliches Engagement mit seiner Neigung zur Kultur zu verbinden.
Von 1951 bis 1967 war er als freisinniger Abgeordneter im Grossen Rat vertreten.
Pino Bernasconi war verheiratet mit Maria Olga, geb. Torriani.

### Schriftstellerisches Wirken
In den 1940er Jahren wurde er Herausgeber der Collana di Lugano, in der er unter anderem den Gedichtband Finisterre von Eugenio Montale und Ultime Cose von Umberto Saba veröffentlichte; beide Manuskripte waren heimlich von Gianfranco Contini, Professor an der Universität Freiburg, über die Grenze geschmuggelt worden. Geschätzt waren auch seine dichterischen Arbeiten in Tessiner Mundart, für die er den Literaturpreis für Prosa und Dichtung erhielt. Von 1954 bis 1968 war er Verleger der Gazzetta Ticinese und Mitarbeiter des Il Dovere, dem radikal eingestellten Organ des Tessiner Freisinns.

## Mitgliedschaften
- Pino Bernasconi war Präsident des Verbands zur Unterstützung politischer Flüchtlinge.
- Er gründete die Tessiner Mazzini-Gesellschaft.

## Preise
- 1957: Literaturpreis der Schweizerischen Schillerstiftung für L'Ura dübia,
- 1972: Literaturpreis der Schweizerischen Schillerstiftung für I dì da Genur.[2]

## Schriften (Auswahl)
- "La breva!": numero unico del Circolo Studentesco. Tip. luganese Sanvito, Lugano 1925.
- Aspetti della delinquenza minorile. Istituto Editoriale Ticinese, Bellinzona 1936.
- L’Etat de la Cité du Vatican. 1938.
- Il nucleo: albo delle arti. S.A. Tipografia Luganese, Lugano 1939.
- Silvio Sganzini; Pino Bernasconi: La Rivoluzione liberale ticinese del 1890. Tipografia Editrice, Lugano 1942.
- Francesco Chiesa; Pino Bernasconi: Vincenzo Vela. Tipografia Editrice, Lugano 1942.
- Belle lettere: rivista trimestrale del Cantone Ticino poi rivista bimestrale della Collana di Lugano. Collana di Lugano, Lugano 1945–1946.
- Franco Ender; Pino Bernasconi: Ai soci della Socità Ticinese per la conservazione delle bellezze naturali ed artistiche. Otto Walter AG, Olten 1947.
- Romeo Manzoni. Discorso. Arti grafiche S.A., Lugano 1950.
- Società Operai Liberali Luganesi: 70mo di fondazione e inaugurazione vessillo: Lugano, 24 febbraio 1952. Tip. La Commerciale, Lugano 1952.
- In memoria di Natale Montorfani: 1885–1955. Società Liberale-Radicaale, Lugano 1955.
- La presenza svizzera nel novembre 1956.  S.A. già Veladini, Lugano 1956.
- L’ūra dübia: Poesie in dialetto. Collana di Lugano, Lugano Piazza Dante 1957.
- Diecimila cittadini ai funerali di Aleardo Pini - La commemorazione del Partito espressa nel nobile commiato dell’on. Olgiati. Veladini, Lugano 1958.
- I di da Génur: Versi in dialetto mendrisino. Collana di Lugano, Lugano 1971.
- Umbri che viagian: poesie. Lugano: Bellinzona: G. Casagrande, 1982.
- Pino Bernasconi; Giosanna Crivelli: Il Monte Generoso: poesie. G. Casagrande, Lugano 2013.